# 厚狭・埴生バイパス

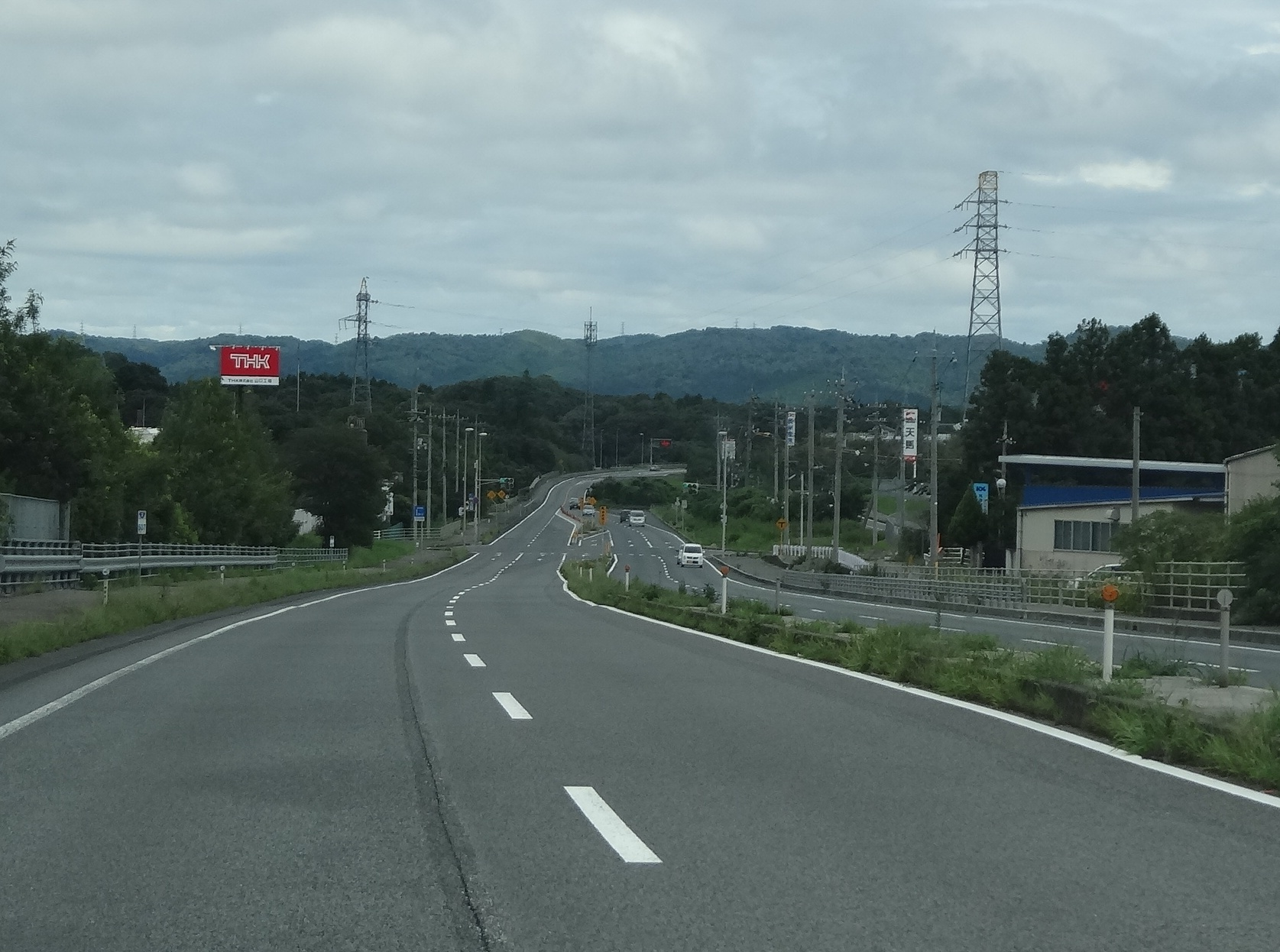
厚狭バイパス・山野井工業団地付近（周南・小郡方面）

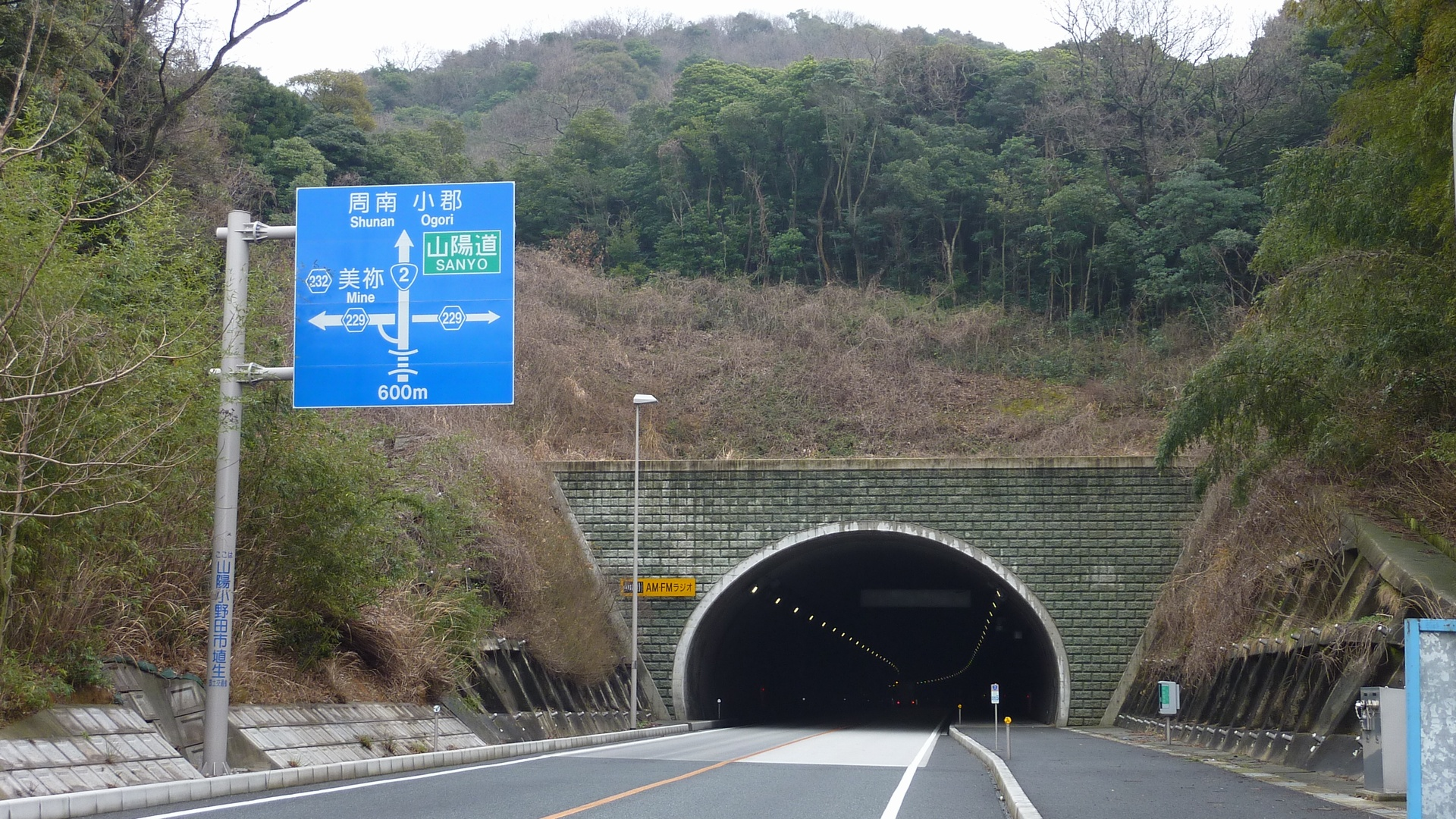
埴生バイパス・高山トンネル（周南・小郡方面）

厚狭・埴生バイパス（あさ・はぶバイパス）は山口県宇部市から下関市に至る国道2号（国道9号重用）のバイパス道路。

## 概要
- 起点：山口県宇部市逢坂（国道2号〈国道9号重用〉現道と接続）
- 終点：山口県下関市松屋東町2丁目（国道2号〈国道9号重用〉小月バイパスと接続）
- 延長：12.6 km
- 規格：第3種第1級
- 設計速度：80 km/h
- 幅員：26 m
- 車線幅員：3.5 m
- 車線数：4車線（当面は暫定2車線で供用）

旧厚狭郡山陽町の二大中心集落である厚狭（あさ）地区と埴生（はぶ）地区で生じている交通渋滞を緩和することを目的として建設された。中間の山陽小野田市津布田の約0.3 km間で一旦現道と接続しており、東側が厚狭バイパス（厚狭工区）、西側が埴生バイパス（埴生工区）であるが、この付近の現道改良工事を併せて両者が一体的に整備されており、厚狭・埴生バイパスと一括して呼ばれている。
2008年1月26日全線が暫定2車線で開通した。全線開通後もしばらくはバイパス・旧道とも国道2号（二重管理区間）であったが、2008年4月1日付けで厚狭工区旧道が山口県道225号船木津布田線に、埴生工区旧道が山陽小野田市道談合道上市線および国道190号（区間の延伸）となっている。
2008年6月までに山陽小野田市山野井 - 同市談合峠の4車線化が行われた。

## 地理

### 沿線の主な施設
- 朝陽カントリークラブ
- 山陽国際ゴルフクラブ
- 山陽オートレース場
- 山野井工業団地
  - THK山口工場
  - THK山口テクニカル工場
  - THK研修センター
  - NITTAN山陽工場
  - 天馬山口工場
  - 光洋技研山口工場
- 新山野井工業団地
  - CIC長州産業本社工場
  - MTK山口工場
  - オーネックス山口第二工場

## 交差する道路
- 上側が起点側、下側が終点側。左側が上り側、右側が下り側。
- 交差する道路の特記が無いものは市道。

| 交差する道路                            | 交差する道路                | 交差する場所 | 交差する場所 | 大阪から (km) | 備考           |
| --------------------------------------- | --------------------------- | ------------ | ------------ | ------------- | -------------- |
| 国道2号 周南・小郡方面                  |                             |              |              |               |                |
| 県道225号船木津布田線                   | －                          | 宇部市       | 逢坂         | 500.6         |                |
| 国道316号                               | 県道71号小野田山陽線        | 山陽小野田市 | 杣尻         | 502.4         |                |
| 県道227号厚狭停車場郡線                 | 県道226号津布田郡線         | 山陽小野田市 |              | 503.7         |                |
| 県道225号船木津布田線                   | －                          | 山陽小野田市 | 談合東       | 507.7         |                |
| －                                      | 山陽小野田市道（旧国道2号） | 山陽小野田市 | 談合峠       | 508.3         |                |
| E2 山陽自動車道 埴生IC                  | E2 山陽自動車道 埴生IC      | 山陽小野田市 |              | 509.3         |                |
| 県道229号埴生停車場線                   | 県道229号埴生停車場線       | 山陽小野田市 | 中村         | 510.5         |                |
| －                                      | 国道190号                   | 下関市       |              | 513.0         |                |
|                                         | 下関市道（旧国道2号）       | 下関市       | 工領         | 513.2 514.0   | キロポスト補正 |
| 国道2号（小月バイパス）北九州・下関方面 |                             |              |              |               |                |

## 車線・最高速度
| 区間                              | 車線 上下線=上り線+下り線 | 最高速度 |
| --------------------------------- | ------------------------- | -------- |
| 逢坂交差点 - 山陽小野田市山野井   | 2=1+1（暫定2車線）        | 60 km/h  |
| 山陽小野田市山野井 - 談合峠交差点 | 4=2+2                     | 60 km/h  |
| 談合峠交差点 - 工領交差点         | 2=1+1（暫定2車線）        | 60 km/h  |

## 沿革

### 厚狭工区
- 1973年度 : 事業化
- 1982年度 : 用地買収開始
- 1989年度 : 工事着手
- 1999年3月 : 山陽小野田市杣尻（山口県道71号小野田山陽線交点） - 山陽小野田市迫山（山口県道226号津布田郡線及び山口県道227号厚狭停車場郡線交点）間1.3 km開通。JR山陽新幹線厚狭駅開業に伴う関連道路として先行整備した区間であった。
- 2000年10月 : 山陽小野田市山野井（新山野井工業団地） - 山陽小野田市津布田（国道2号〔国道9号重用〕交点）間1.4 km開通。
- 2004年3月 : 山陽小野田市迫山（山口県道226号津布田郡線及び山口県道227号厚狭停車場郡線交点） - 山陽小野田市山野井（新山野井工業団地）間2.9 km開通。
- 2008年1月 : 追い越しのためのはみ出しが禁止される。
- 2008年1月26日 : 宇部市逢坂（国道2号（国道9号重用）交点） - 山陽小野田市杣尻（山口県道71号小野田山陽線交点）間1.8 kmが開通。これにより全線開通した。

### 埴生工区
- 1991年度 : 事業化
- 1993年度 : 用地買収開始
- 1995年度 : 工事着手
- 2001年3月 : 山陽小野田市津布田（国道2号〔国道9号重用〕談合峠交差点） - 山陽小野田市埴生（山口県道229号埴生停車場線〔山口県道232号奥万倉山陽線重用〕交点）間2.5 km開通。山陽自動車道埴生ICのアクセス道路として先行整備した区間であった。
- 2006年7月29日 : 山陽小野田市埴生（山口県道229号埴生停車場線〔山口県道232号奥万倉山陽線重用〕交点） - 下関市松屋東町2丁目（国道2号〔国道9号重用〕交点）間2.7 km開通。これにより埴生工区は全線開通となった。

## 交通量
2005年度（山口河川国道事務所 基礎データ 交通量より）
平日24時間交通量（台）
- 山陽小野田市大字杣尻：10,800
- 山陽小野田市大字山野井：6,500
- 山陽小野田市大字埴生：7,200